# Zona de Mahakali
La Zona de Mahakali (Nepalí: महाकाली) fue una de las catorce zonas administrativas de la República Federal Democrática de Nepal, se localizaba en la parte más occidental de Nepal y tenía un área de 6205 km². Esto se estira a lo largo de la frontera lejana occidental del Nepal con India, marcada por el río Kali (Mahakali). En la sección misma del norte de la frontera, hubo una discusión larga persistente divisoria con India (área de Kalapani).
La ciudad capital de Mahakali está en Amaragadhi. Esta zona cubre la gama del Himalaya (incluyendo el Pico Api) en el norte, valles de Colina, valle de Tarai interior en el centro y Tarai externo en el sur. El nombre de esta zona se originó del río de Mahakali que limita con el río Sugauli, después del tratado Sugauli firmado con la Compañía Británica de las Indias Orientales. Mahakali también se refiere a la diosa en la religión hindú, y también llamada Kali en Nepalí. Esta zona tiene la frontera con China en el Norte, India en el sur y el Este y la Zona de Seti en el Oeste.
Para el año 2001 la población ascendía a un número 860.475 habitantes.

## Cultura
Mahakali tiene un idioma distinto, una cultura diferente a la del resto del país, en misma situación se encuentra su Historia. Varios dialectos de la lengua Kumauni son hablados en esta región. Igualmente en el distrito Kanchanpur, Terai de Zona de Mahakali, el 80 por ciento de personas habla la lengua Kumauni. Dotiyal, un dialecto de lengua Kumauni, es hablado en el distrito Dadeldhura y el dialecto Askoti, de Lengua Kumauni, es hablado en Baitadi y Darchula.
Gora es el festival más famoso en la Zona de Mahakali. En el tiempo antiguo esta región era una parte de reino Katyuri y, después de que este reino fuera disuelto, esta zona fue anexada al Reino Doti formó una rama de Katyuris. 

## Tratado de Sigauli
El Tratado Sugauli (también deletreado Segowlee) fue firmado el 2 de diciembre de 1815 y ratificado el 4 de marzo de 1816, entre la Compañía Británica de las Indias Orientales y el Reino de Nepal, terminando la segunda invasión británica al reino del Himalaya durante la Guerra Anglo nepalesa (1814-1816). El Tratado Sugauli fue reemplazado en diciembre de 1923 por un "Tratado de Paz Perpetua y Amistad" que mejoró las relaciones entre nepaleses y británicos. Un Tratado de Amistad separado fue firmado entre Nepal y la India (India se hizo una Nación independiente en 1947) en 1950 que restauró relaciones entre los dos países soberanos independientes.

## Ciudades importantes
La ciudad más grande en la Zona de Mahakali es Mahendranagar, que es también la ciudad capital del Distrito Kanchanpur. Otras ciudades principales de la Zona de Mahakali son Dashrathchand, Patan (Baitadi) y Darchula Bajar.
El Amargadhi, la ciudad principal de distrito, es llamado después del General Amarshing Thapa (un General famoso Gurkha) quien defendió a Nepal durante la guerra que su país tuvo con el Reino Unido (1814-1816).

## Santuarios
Mahakali tiene una de las más antiguas reservas de fauna del Nepal, el Parque nacional Suklaphanta en el distrito Kanchanpur (declarado en 1973) en los llanos Terai. Este cubre un área de 305 km² y es el primer Parque nacional de Nepal para conservar un ecosistema único. La UNESCO incluyó este sitio como un sitio de Herencia Mundial, en el año 1984. Sólo una parte del parque es usada para el turismo.

## Distritos
La Zona Administrativa de Mahakali se encuentra subdividida internamente en cuatro distritos a saber:
- Kanchanpur
- Darchula
- Dadeldhura
- Baitadi

- Datos: Q9178
- Multimedia: Mahakali Zone / Q9178